# Euproctis mesomelaena
Euproctis mesomelaena är en fjärilsart som beskrevs av Holland 1893. Euproctis mesomelaena ingår i släktet Euproctis och familjen tofsspinnare. Inga underarter finns listade i Catalogue of Life.